# Zelleria
Zelleria is een geslacht van vlinders van de familie stippelmotten (Yponomeutidae).

## Soorten
- Z. abisella Chrétien, 1910
- Z. afflictella Walker, 1863
- Z. alterella Chrétien, 1910
- Z. aphrospora Meyrick, 1892
- Z. araecodes Meyrick, 1892
- Z. arizonica Braun, 1940
- Z. bradleyi S. Moriuti, 1963
- Z. callidoxa Meyrick, 1892
- Z. cirrhoscia Meyrick, 1931
- Z. citrina Meyrick, 1892
- Z. coniostrepta Meyrick, 1938
- Z. cremnospila Lower, 1900
- Z. cryptica Meyrick, 1913
- Z. cynetica Meyrick, 1892
- Z. chalcoleuca Meyrick, 1914
- Z. deformis Meyrick
- Z. elongata S. Moriuti, 1963
- Z. euthysema Turner, 1923
- Z. fusca Stainton, 1876
- Z. gracilariella Busck, 1904
- Z. haimbachi Busck, 1915
- Z. hemixipha Lower, 1900
- Z. hepariella

Essenmineermot Stainton, 1849
- Z. impura Otto Staudinger, 1880
- Z. insignipennella Stainton, 1849
- Z. isopyrrha Meyrick, 1922
- Z. joannisella Maneval, 1934
- Z. kesslerioides Gibeaux, 1985
- Z. leucoschista Meyrick, 1931
- Z. leucostrota Meyrick, 1929
- Z. loranthivora Meyrick, 1930
- Z. maculata Philpott, 1930
- Z. malacodes Turner, 1938
- Z. memorella Meyrick, 1892
- Z. metriopa Meyrick, 1933
- Z. mystarcha Meyrick, 1892
- Z. namibiensis Mey, 2011

- Z. nivosa Meyrick, 1938
- Z. notoleuca Turner, 1913
- Z. oleastrella Millière, 1867
- Z. orthopleura Turner, 1923
- Z. panceuthes Turner, 1923
- Z. parnassiae Braun, 1940
- Z. perimeces Turner, 1923
- Z. phillyrella Millière, 1868
- Z. pistopis Meyrick, 1931
- Z. plumbeella Staudinger, 1870
- Z. porphyraula Meyrick, 1927
- Z. proterospila Meyrick, 1892
- Z. pyri Clarke, 1942
- Z. pyroleuca Meyrick, 1892
- Z. restrictellus Chrétien, 1915
- Z. ribesella Busck, 1904
- Z. rorida Philpott, 1918
- Z. scambota Meyrick, 1928
- Z. semitincta Philpott, 1930
- Z. sigillata Meyrick, 1892
- Z. sphenota Meyrick, 1889
- Z. strophaea Meyrick, 1914
- Z. stylograpta Meyrick, 1907
- Z. taxella Herrich-Schäffer
- Z. wolffi Klimesch, 1983